# Sárvári cukorgyár
Az 1894–1998 között tevékenykedő sárvári cukorgyár a magyarországi rendszerváltáskor működő 12 cukorgyár egyike volt.

## Története

### 1894–1946
Vas megye földbirtokosai 1893. október 30-án kezdtek el tárgyalni a Deutsch Ignác és Fia (DIF) céggel egy cukorgyár építéséről; ennek feltétele az volt, hogy a földbirtokosok vállalják öt éven keresztül ötezer kataszteri holdon a cukorrépa termesztését. Sárváron a vasúti és közúti Rába-híd közötti terület a répa beszállítása és a vízellátás szempontjából egyaránt megfelelő volt. 1894. április 30-án megalakult a Vasmegyei Cukorgyár RT, melynek igazgatósági tagjai Hatvany-Deutsch Béla, Hatvany-Deutsch József, Hatvany-Deutsch Sándor, Koppély Géza, Hatvany-Deutsch Károly és Rosenberg Gyula voltak. Az építkezés 1894-ben el is kezdődött, 1895. július 26-án a gyár megkapta az iparengedélyt, és 1895. szeptember 26-án megindult a termelés. A feldolgozott répának mintegy egynegyede a megyében termett, de szállítottak a gyárnak Veszprém, Tolna, Pozsony, Győr, Pest, Komárom, Fejér, Zala és Somogy megyékből is. A gyár exportra is termelt, a célországok Olaszország, India, Japán és Anglia voltak.
Hatvany-Deutsch Béla 1932-ben bekövetkezett halála után a gyár részvényeit Hatvany Péter és Hatvany Pál örökölték, akik kiléptek a vagyonközösségből; a cukorgyár többségi tulajdonosa Péter lett. Az ő halála után, 1936-tól Hatvany Pál lett az új tulajdonos, aki azonban 1938-ban Londonba költözött, és nem vett részt a gyár operatív irányításában. 1939-ben a cukorgyárat hadiüzemmé nyilvánították.
A második világháború vége felé, a Sárvár körül 1945. március 27-én megindult harcok során a gyár leégett. Az épen maradt épületekbe a Vörös Hadsereg költözött be, és csak 1945 augusztusában adta át a munkásoknak. Az üzemi bizottság elkezdte az újjáépítés megszervezését, amely 1946 október második felében fejeződött be. A cukortermelés 1946. november 4-én indult meg, és december 18-ig tartott, ez idő alatt 3830 tonna cukrot gyártottak.

### 1947–1998
1948 márciusában a sárvári cukorgyárat a többi magyar cukorgyárral együtt államosították; az irányításukat a Pénzügyminisztérium felügyelete alatt álló Cukoripari Igazgatóság végezte. 1964. január 1-jétől pedig az ország tizenegy cukorgyárát és a Cukoripari Kutató Intézetet magába foglaló Magyar Cukoripar országos nagyvállalat részeként működött tovább. 1971-ben a cukorgyárak önálló vállalatokká alakultak a Cukoripari Vállalatok Trösztjén belül. 1980-ban a tröszt megszűnt, innentől kezdve a gyár teljesen önállóan gazdálkodott.
Az éves cukortermelés, amely 1949-ben még csak 8796 tonna volt, az 1960–1965 közötti időszakban már átlagban 31 732 tonnát tett ki, az 1980-as években pedig átlagban 33 379 tonna volt.
1993-ban a cukorgyárat az ácsi, ercsi, mezőhegyesi és sarkadi gyárakkal együtt privatizálták. Az egyedüli pályázó az öt gyár 36 vezetőjéből és 59 répatermelőből álló Első Hazai Cukorgyártó és Forgalmazó Konzorcium volt, amely megszerezte a gyárak 50,1%-át. 1995-ben a Gazdasági Versenyhivatal engedélyezte az  Ácsi Cukoripari Rt., az Ercsi Cukorgyár Rt., a Mezőhegyesi Cukorgyár Rt., a Sarkadi Cukorgyár Rt. és a Sárvári Cukoripari Rt. fúzióját. Az összeolvadás után az új cég Magyar Cukor Zrt. néven működött, az irányítás a gyári vezetők által alapított Ötök Kft kezében volt. 1996. szeptember 18-án a konzorcium tulajdonrészét az Agrana csoportnak adta el, amely többszöri tőkeemelést hajtott végre a súlyos likviditási gondokkal küldő cégben. 1999-ben az új tulajdonos bezárta a sárvári cukorgyárat, amelynek így az utolsó termelő éve 1998 volt. 2005-ben a gyár épületeit lebontották.
2006-ban a gyárba vezető, Sárvár vasútállomásról induló iparvágányt is felszedték.